# ニコロス・シェラザディシビリ
ニコロス・シェラザディシビリ・サクバレリゼ（ნიკოლოზ შერაზადიშვილი、Nikoloz Sherazadishvili Sakvarelidze、1996年2月19日 - ）は、ジョージア出身のスペインの柔道家。階級は90kg級と100kg級。身長190cm。

## 人物
ジョージアのトビリシで生まれた。小さい頃は双子のアレクサンドルとともに、水球を始めとしたいくつものスポーツに取り組んでいた。父親が柔道経験者だったこともあって、柔道は10歳の時に始めた。その後、より良い生活を求めて家族でスペインへ移住すると、ブルネテ柔道クラブで1991年世界柔道選手権大会71 kg級2位のホアキン・ルイスの指導を受けることになった。2014年にはスペイン代表としてヨーロッパジュニアの90 kg級で3位、世界ジュニアで2位になった。2015年の世界ジュニアでも2位になった。2017年にはグランドスラム・アブダビで優勝すると、ワールドマスターズでも3位となった。2018年にはグランドスラム・デュッセルドルフとヨーロッパ選手権で3位、地中海競技大会では優勝した。世界選手権では決勝まで進むと、キューバのイバン・フェリペ・シルバ・モラレスに逆転勝ちして優勝した。ワールドマスターズでも優勝した。なお、2018年には世界ランキングの年間1位となった。2019年のグランドスラム・ブラジリアとグランドスラム・アブダビで優勝するも、ワールドマスターズでは2位だった。2021年の世界選手権では決勝でウズベキスタンのダブラト・ボボノフを大内刈で破って、3年ぶり2度目の世界選手権優勝を果たした。7月に日本武道館で開催された東京オリンピックでは準々決勝でロシアのミハイル・イゴルニコフに絞め落とされて敗れると、敗者復活戦でもボボノフに裏投で敗れて7位にとどまった。2022年からは階級を100kg級に上げると、ヨーロッパ選手権で3位になった。2024年には故郷のジョージアで開催されたグランドスラム・トビリシで優勝した。世界選手権では3位だった。パリオリンピックでは5位だった。
IJF世界ランキングは5505ポイント獲得で3位(25/6/2現在)。

## 主な戦績
90kg級での戦績
- 2014年 - ヨーロッパジュニア 3位
- 2014年 - 世界ジュニア 2位
- 2015年 - 世界ジュニア 2位
- 2016年 - グランプリ・トビリシ 3位
- 2016年 - ヨーロッパジュニア 2位
- 2017年 - アフリカオープン・カサブランカ 優勝
- 2017年 - グランプリ・カンクン 優勝
- 2017年 - グランドスラム・アブダビ 優勝
- 2017年 - ワールドマスターズ 3位
- 2018年 - グランドスラム・デュッセルドルフ 3位
- 2018年 - ヨーロッパ選手権 3位
- 2018年 - ヨーロッパオープン・マドリード 優勝
- 2018年 - 地中海競技大会 優勝
- 2018年 - 世界選手権 優勝
- 2018年 - グランプリ・ハーグ 2位
- 2018年 - ワールドマスターズ 優勝
- 2019年 - グランドスラム・バクー 3位
- 2019年 - グランプリ・ブダペスト 優勝
- 2019年 - グランドスラム・ブラジリア 優勝
- 2019年 - グランドスラム・アブダビ 優勝
- 2019年 - ワールドマスターズ 2位
- 2020年 - グランドスラム・パリ 優勝
- 2020年 - グランドスラム・ブダペスト 3位
- 2020年 - ヨーロッパ選手権 5位
- 2021年 - 世界選手権 優勝
- 2021年 - 東京オリンピック 7位

100kg級での戦績
- 2022年 -　グランドスラム・アンタルヤ　2位
- 2022年 -　ヨーロッパ選手権　3位
- 2022年 -　地中海競技大会　優勝
- 2022年 -　グランドスラム・ブダペスト 3位
- 2022年 -　グランプリ・ザグレブ 5位
- 2022年 -　グランドスラム・アブダビ　2位
- 2023年 - ヨーロッパ選手権　3位
- 2024年 -　グランプリ・オディベーラス　2位
- 2024年 -　グランドスラム・パリ　2位
- 2024年 -　グランドスラム・トビリシ　優勝
- 2024年 - 世界選手権　3位
- 2025年 -　ヨーロッパオープン・ベニドルム　優勝
- 2025年 - 世界選手権　7位

(出典、JudoInside.com)

## 出演動画番組
- Coffee with Céline Episode 2 - YouTube（Judoチャンネル）2020年3月10日[15][16]